# 시스라

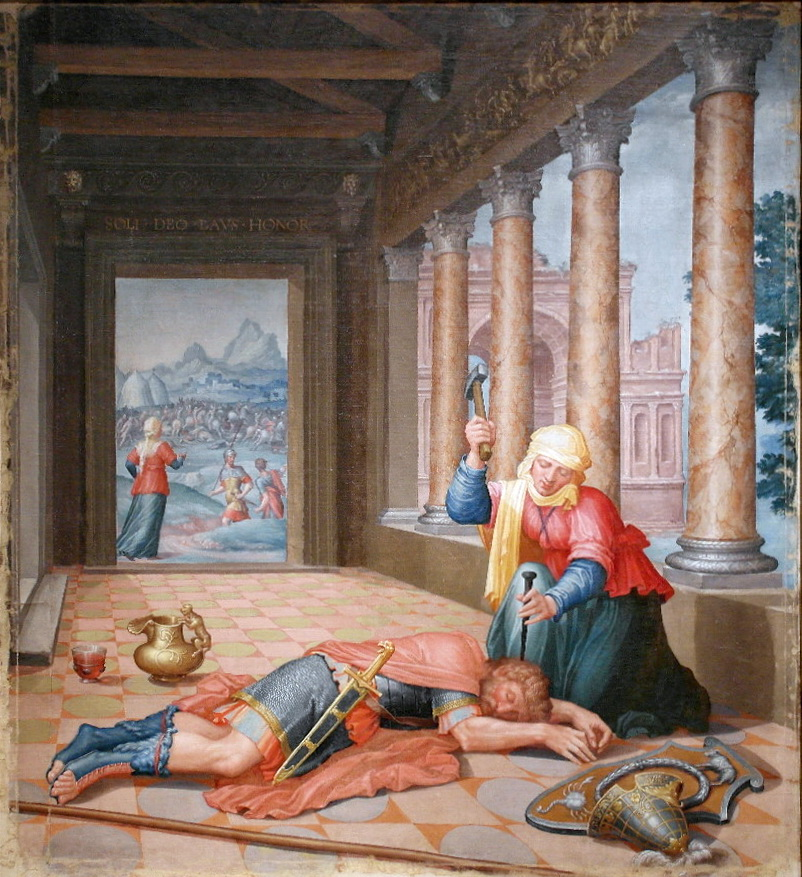
야엘에 죽임을 당한 시스라

시스라(히브리어: סיסרא)는 하솔 야빈왕의 가나안군의 지휘자이다. 히브리어 성경 판관기 4~5장에 언급된다. 바락과 드보라의 지휘 하의 스불론과 납달리 이스라엘 부족들에 패배한 이후 시스라는 야엘에 죽임을 당했다. 삼갈의 아들로 추정하기도 한다.

## 성경 기록
사사기에 따르면 하솔 왕 야빈은 20년 동안 이스라엘 백성들을 억압했다. 그의 장군은 시스라였는데, 그는 요새화된 기병대인 하로셋학고임에서 철병거 구백 대를 지휘했다. 여선지자 드보라가 바락을 설득하여 시스라와 전투를 벌이게 한 후, 그들은 이스라엘 군대 만 명을 거느리고 에스드렐론 평원의 다볼산 전투에서 바락을 물리쳤다. 사사기 5장 20절은 "별들이 그 길에서 시스라와 싸웠다"고 말하고, 다음 구절은 그 군대가 기손 시내에 휩쓸려 갔음을 암시한다. 전쟁이 끝난 후 40년 동안 평화가 유지되었다.
전쟁이 끝난 후 시스라는 걸어서 도망하여 사아나임 평야에 있는 겐 사람 헤벨의 진에 이르렀고 그곳에서 헤벨의 아내 야엘의 영접을 받았다. 야엘은 후대하는 태도로 그를 자기 천막 안으로 데리고 들어가 우유를 먹였다. 야엘은 시스라를 숨겨 주고 그를 깔개로 덮겠다고 약속했다. 그러나 그가 잠이 든 후, 그녀는 망치로 그의 관자놀이에 텐트 말뚝을 박았다. 그녀의 타격이 너무 강해서 말뚝이 그의 머리를 땅에 박았다.
나중에 사무엘 선지자는 고별 연설에서 이스라엘 백성이 “그들의 하나님 여호와를 잊어버린” 결과로 시스라에게 복종하게 되었다고 언급했다.